# 默古雷尼鄉
45°02′38″N 25°45′06″E / 45.0439°N 25.7516°E
默古雷尼鄉（羅馬尼亞語：Comuna Măgureni, Prahova），是羅馬尼亞的鄉份，位於該國中南部，由普拉霍瓦縣負責管轄，面積48平方公里，海拔高度350米，2007年人口6,598，人口密度每平方公里137人。